# Veflinge Sogn
Veflinge Sogn ist eine Kirchspielsgemeinde (dän.: Sogn)
auf der Insel Fyn (dt.: Fünen)
im südlichen Dänemark. Bis 1970 gehörte sie zur Harde Skovby Herred im damaligen Odense Amt, danach zur Søndersø Kommune im Fyns Amt, die im Zuge der Kommunalreform zum 1. Januar 2007 in der Nordfyns Kommune in der Region Syddanmark aufgegangen ist.
Im Kirchspiel leben 1227 Einwohner, davon 874 im Kirchdorf (Stand: 1. Januar 2023). Im Kirchspiel liegt die Kirche „Veflinge Kirke“.
Nachbargemeinden sind im Westen Hårslev Sogn, im Norden Særslev Sogn und im Osten Vigerslev Sogn, ferner in der südlich benachbarten Assens Kommune Vissenbjerg Sogn.